# ترجمه ماشینی تعاملی
ترجمه ماشینی تعاملی (به انگلیسی: Interactive machine translation)، ترجمه خاص زیر زمینه‌ای به وسیلهٔ کامپیوتر است. بر اساس این پارادایم ترجمه، نرم‌افزار کامپیوتر که انسان مترجم را در پیش‌بینی متن ورودی کاربر که با در نظر گرفتن اطلاعات در دسترس است، کمک می‌کند. اگر چه چنین پیش‌بینی اشتباه باشد و کاربر بازخورد به سیستم را فراهم کند، پیش‌بینی با اطلاعات جدید باید صورت بگیرد. چنین روند تکرار شده‌ای تا زمانی که ترجمه ارائه شده منطبق بر انتظارات کاربر باشد، انجام می‌شود.
ترجمه تعاملی ماشین هنگام ترجمه متون در حوزه‌ای است که در آن مجاز به خروج ترجمه حاوی اشتباهات نیستیم، از این رو نیاز به یک کاربر انسانی برای اصلاح ترجمه‌های ارائه شده توسط سیستم است. در چنین مواردی، ترجمه ماشینی تعاملی برای کاربران سود بالقوه‌ای را داراست. با این وجود، هیچ نرم‌افزاری نیست که به‌طور تجاری پیاده‌سازی ترجمه ماشینی تعاملی را انجام دهد و کار در این زمینه در حد تحقیقات دانشگاهی است.

## تاریخ
از لحاظ تاریخی، ترجمه تعاملی ماشین‌ها به عنوان یک تکامل موضوع ترجمه به وسیله کامپیوتر است، که در آن مترجم انسان و سیستم ماشین ترجمه به صورت پشت سر هم کار می‌کنند و امروزه به وجود آمده است. این کار برای اولین بار در پروژه تحقیقاتی TransType با بودجه دولت کانادا گسترش یافت. در این پروژه، تعامل انسان در جهت تولید متن مورد نظر برای اولین بار توسط تکنیک‌های ترجمه ماشینی داده محور در محیط ترجمه تعاملی با هدف دستیابی به بهترین، انجام شد: بهره‌وری از سیستم‌های خودکار و قابلیت اطمینان مترجمان انسان.
پس از آن، یک پروژه تحقیقاتی در مقیاس بزرگتر، TransType2، با هدف تولید یک فرضیه ترجمه کامل، که در آن کاربر انسان اجازه اصلاح یا قبول را دارد و بودجه آن توسط کمیسیون اروپا تأمین شد و با تجزیه و تحلیل الحاق یک سیستم ترجمه ماشینی انجام گرفت. اگر کاربر تصمیم به اصلاح این فرضیه را گرفت، سیستم پس از آن تلاش می‌کند تا بهترین استفاده از بازخورد به منظور تولید یک فرضیه ترجمه جدید را به حساب تغییرات معرفی شده توسط کاربر داشته باشد.
کار اخیر، شامل یک ارزیابی گسترده با مشارکت کاربران انسان، نشان دهنده این واقعیت است که ترجمه ماشینی تعاملی حتی ممکن است توسط کاربرانی که به زبان مبدأ صحبت می‌کنند به منظور رسیدن به نزدیکی کیفیت ترجمه حرفه‌ای، استفاده می‌شود. علاوه بر این، این واقعیت نیز روشن است که سناریوی تعاملی سودمند تر است از سناریوی کلاسیک.

## روند
فرایند ترجمه تعاملی ماشین با سیستم پیشنهاد یک فرضیه ترجمه به کاربر شروع می‌شود. پس از آن، کاربر ممکن است جمله کامل را به عنوان جمله درست قبول کند، یا ممکن است اگر به نظر او خطا وجود داشته باشد، آن را تغییر دهد. به‌طور معمول، در هنگام اصلاح یک کلمه داده شده، فرض بر این است که پیشوند تا زمانی که کلمه درست باشد، منجر به طرح تعامل چپ به راست شود. هنگامی که کاربر کلمه را به‌طور نادرست تغییر دهد، سیستم پس از آن پیشنهاد یک پسوند جدید را می‌دهد، یعنی باقی‌مانده از جمله. چنین روندی ادامه می‌یابد تا زمانی که ترجمه ارائه شده مورد نظر کاربر باشد.
اگر چه در سطح کلمه روند قبلی توضیح داده شد، روند قبلی ممکن است در سطح کاراکتر نیز اجرا شود، و از این رو سیستم، هر زمان که انواع ترجمه‌های انسانی به یک چیز واحد برسند، پسوند فراهم می‌کند. علاوه بر این، تلاش در جهت تغییر طرح تعامل معمولی چپ به راست به منظور ایجاد تعامل راحت‌تر انسان و ماشین در درون پروژه MIPRCV، که بودجه آن توسط دولت اسپانیا تأمین شد، وجود دارد. رویکرد مشابه در ابزار ترجمه Caitra نیز استفاده می‌شود.

## ارزیابی
بررسی و ارزیابی، یک مسئله دشوار در ترجمه ماشینی تعاملی است. در حالت ایده‌آل، ارزیابی باید در آزمایش‌های مربوط به کاربران بشر انجام شود. با این حال، با توجه به هزینه‌های پولی بالا این مفهوم به ندرت مورد نظر است. علاوه بر این، حتی زمانی که با توجه به مترجمان انسانی ارزیابی درست از تکنیک‌های تعاملی ترجمه ماشین انجام می‌گیرد، آنچه که باید در چنین آزمایش‌هایی اندازه‌گیری شود، روشن نیست، از آنجایی که وجود بسیاری از متغیرهای مختلف که باید در نظرگرفته و کنترل شود، و کاربر از آن‌ها در این فرایند استفاده می‌کند، برای او زمان براست.
به‌طور معمول، ترجمه ماشینی تعاملی در شرایط آزمایشگاهی با استفاده از کلید نسبت ضربه یا نسبت ضربه کلمه، اندازه‌گیری می‌شود. معیار تلاش‌ها چنین است که برای چگونه اندازه‌گیری کلید نسبت ضربه کلمات کاربر باید قبل از تولید سند ترجمه شده نهایی، به آن معرفی شده باشد.

## تفاوت با ترجمه کلاسیک به وسیله کامپیوتر
اگر چه ترجمه ماشینی تعاملی زیر مجموعه ترجمه به کمک کامپیوتر است، ولی تفاوت آن‌ها در تعامل است. در ترجمه کلاسیک به وسیله کامپیوتر، سیستم ترجمه ممکن است یک فرضیه ترجمه را در بهترین حالت نشان دهد، و پس از آن کاربر باید برای ارسال، آن را ویرایش کند. در مقابل، در ترجمه ماشینی تعاملی، هر بار که کاربر با سیستم تعامل می‌کند، یک فرضیه ترجمه جدید به وجود می‌آورد، یعنی پس از هر کلمه (و یا متن) که به آن معرفی می‌شود.